# Južnojukagirski jezik
Južnojukagirski jezik (ISO 639-3: yux), jedan od dva jezik jukagirske porodice, kojim govori nekoliko desetaka ljudi (1995 M. Krauss, 1989 census) na području Jakutije i poluotoka Kamčatka u istočnoj Rusiji. 
Etnički (južni) Jukagiri (njih oko 130) svi su sposobni komunicirati na ruskom jeziku.

## Vanjske poveznice
- Ethnologue (14th)
- Ethnologue (15th)